# Lei Peifan
Lei Peifan (雷沛凡S, Léi pèi fánP; Ankang, 31 maggio 2003) è un giocatore di snooker cinese, riconosciuto come Peifan Lei dal World Snooker Tour.
È il giocatore più giovane della stagione 2019-2020.

## Carriera
Lei Peifan comincia a giocare a biliardo all'età di 10 anni. Nel 2017 e nel 2018 partecipa al World Under-18 Championship, in cui perde in finale entrambe le volte, rispettivamente contro Muhammad Naseem Akhtar ed He Guoqiang. Nel maggio del 2019, il cinese riceve una carta d'accesso al Main Tour, per le stagioni 2019-2020 e 2020-2021, dopo aver raggiunto il 4º posto nell'ordine di merito della Q School 2019.

### Stagione 2019-2020
Il debutto di Lei arriva all'English Open, dove viene sconfitto dal dilettante Ryan Davies, per 4-2. Successivamente, al Northern Ireland Open, il cinese conquista il suo primo match da professionista, battendo Louis Heathcote al primo turno, venendo poi eliminato al secondo dal 5 volte campione del mondo Ronnie O'Sullivan, con il punteggio di 4-2, dopo essere stato avanti 1-0. Allo Shoot-Out, Lei raggiunge i sedicesimi, mentre al Gibraltar Open i trentaduesimi.

## Ranking
| Stagione  | Ranking iniziale | Ranking finale |
| --------- | ---------------- | -------------- |
| 2019-2020 | Non classificato |                |